# Schruff Milán
Schruff Milán (teljes neve Schruff Tamás Milán) (Siófok, 1983. május 15. –) magyar színész.

## Életútja
Már 11 éves korától szerepelt a Vörösmarty Színház előadásaiban. 1998[2003 között a székesfehérvári Jáky József Műszaki Szakközépiskola tanulója, mélyépítő technikusként. 2003-2007 között a Színház- és Filmművészeti Egyetem hallgatója volt, színművész szakon.
2007-2011 között az egri Gárdonyi Géza Színház tagja volt, majd szabadúszóként dolgozott. 2014-2016 között a tatabányai Jászai Mari Színház tagja. 2017-től az Orlai Produkciós Iroda társulatának tagja.
Gyermeke Julianna 2011-ben született.

## Színházi szerepei

### Orlai Produkció
- Brooklyni mese
- A legenda háza
- Skorpió
- Még egy kört mindenkinek
- Tapasztalt asszony
- Tok-tok, avagy hogy pattog a kocka?
- Redőny

- Családi tűzfészek
- Határátlépések
- Kaktuszvirág
- Becéző szavak
- Riviéra
- Három esős nap
- Second Life
- Bocs, félrement!
- Mojo
- Az oroszlán télen
- Love, Love, Love
- A hullaégető
- Pesti barokk

## Filmszerepei
- Kalandorok színész (magyar vígj., 2008)
- Benzinkút színész (magyar kisjátékf., 2010)
- Mindenből egy van színész (magyar sorozat, 2012)
- Hacktion: Újratöltve színész (magyar sorozat, 2013)
- Hajnali láz színész (magyar-svéd-izr. játékf., 2015)
- Mintaapák színész (magyar televíziós sorozat, 2021)
- A Király színész (magyar sorozat, 2022–2023)

## Díjai, elismerései
- POSZT – Legjobb 30 év alatti színész (2007)
- Soós Imre-díj (2011)
- Junior Prima díj (2013)
- Közönségdíj (Jászai Mari Színház, 2015)
- Jászai Gyűrű-díj (2015)